# 水曹铁路
水曹铁路，即水厂矿区至曹妃甸港区集疏港铁路，自既有卑水线木厂口站引出，北起首钢迁安矿区，南接曹妃甸港区，途经迁安市、滦州市、古冶区、滦南县、曹妃甸区，按照国铁Ⅰ级双线电气化铁路标准建设，线路全长97公里，工程总投资131.98亿元。

## 概况
2008年，“首钢水厂矿区至曹妃甸港区集疏港铁路”开始筹划建设。2014年12月31日，河北省发展和改革委员会对水曹铁路项目进行了核准批复。
2016年8月28日，唐山水曹铁路项目全线开工动员大会在唐山曹妃甸举行。
2020年11月18日，水曹铁路正式开通运行。
2023年9月6日，水曹铁路全线开通运营，首钢迁安矿区及唐山东部地区钢铁企业大宗货物运输将以水曹铁路运输为主。